# Fachbesucher
Als Fachbesucher werden diejenigen Besucher einer Messe oder vergleichbarer Ausstellungen und Veranstaltungen bezeichnet, die sie aus geschäftlichen oder beruflichen Gründen besuchen. Fachmessen richten sich insbesondere oder auch ausschließlich an Fachbesucher, während sich Publikumsmessen stattdessen eher an die Öffentlichkeit wenden, selbst wenn auch hier Fachbesucher vertreten sind.
Um als Fachbesucher Zugang zur Veranstaltung zu erhalten, ist eine besondere Akkreditierung (Wirtschaft), eine Akkreditierung (Journalismus) oder zumindest Registrierung erforderlich, bei der eine besondere, meist professionelle Interessenlage gegenüber dem Veranstalter nachgewiesen werden muss oder sich der Veranstalter zumindest das Recht auf eine Überprüfung vorbehält. Im Gegenzug erhalten Fachbesucher vom Veranstalter Vorzüge gegenüber dem allgemeinen Publikum, sei es zeitlicher, räumlicher oder finanzieller Art.
Um andere Besucher begrifflich von Fachbesuchern zu unterscheiden, etwa bei Veranstaltungen, die sich an beide Gruppen richten, hat sich im Messewesen der Begriff Privatbesucher herausgebildet, die aus persönlichen Gründen eine Messe besuchen.